# Liste von Persönlichkeiten der Stadt Klaipėda
Die Liste von Persönlichkeiten der Stadt Klaipėda enthält die in der litauischen Stadt Klaipėda (1253–1923 und 1939–1945 Memel) geborene und verstorbene Persönlichkeiten sowie solche, die in Klaipėda gewirkt haben, dabei jedoch andernorts geboren wurden. Die Liste erhebt keinen Anspruch auf Vollständigkeit.

## Söhne und Töchter der Stadt
Folgende Persönlichkeiten sind in Klaipėda geboren. Die Auflistung erfolgt chronologisch nach Geburtsjahr.

### 17. und 18. Jahrhundert

#### 1601–1800

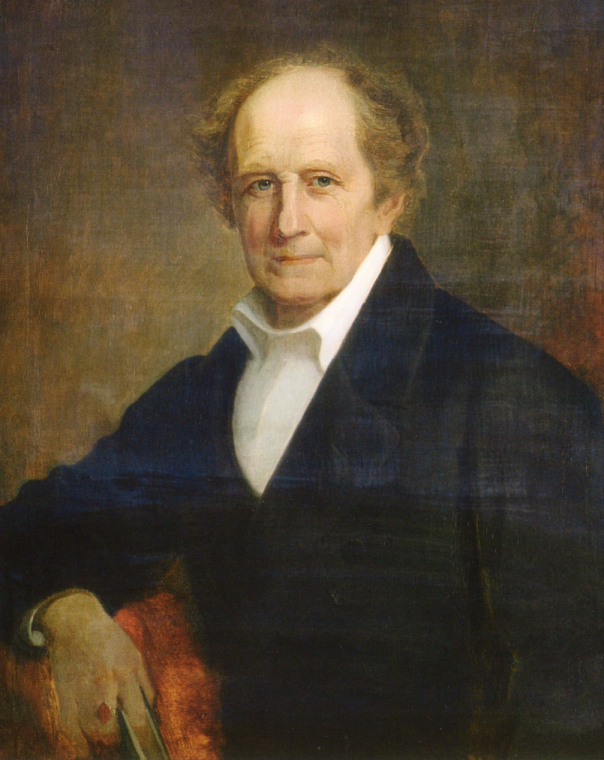
Friedrich Wilhelm August Argelander
(1799–1875)

- Simon Dach (1605–1659), preußischer Dichter, u. a. des Liedes Ännchen von Tharau
- Jakob Tydäus (1628–1700), deutscher Historiker und lutherischer Theologe
- Matthäus Prätorius (1635–1704), preußischer evangelischer Pfarrer, Historiker und Ethnograph
- Johan Daniel Berlin (1714–1787), dänisch-norwegischer Komponist und Organist
- David Bruhn (1727–1782), deutscher evangelischer Theologe und Kirchenlieddichter
- Johannes Schönherr (1771–1826), deutscher protestantischer Theosoph[1]
- Johann Redowsky (1774–1807), deutsch-russischer Botaniker
- Karl Friedrich August von Eberstein (1797–1864), preußischer Generalmajor, zuletzt Kommandant von Jülich
- Friedrich Wilhelm August Argelander (1799–1875), deutscher Astronom

### 19. Jahrhundert

#### 1801–1850

James Hobrecht
(1825–1902)

- Karoline Albrecht (1802–1875), deutsche Theaterschauspielerin und Sängerin (Sopran)
- Johann August Muttray (1808–1872), preußischer Mitglied der Frankfurter Nationalversammlung
- Catharina Julia Roeters van Lennep (1813–1883), niederländische Malerin und Zeichnerin
- Franz Brandstäter (1815–1883), deutscher Philologe und Gymnasiallehrer
- Hermann von Ostrowski (1816–1896), preußischer Generalmajor und Kommandeur der 17. Infanterie-Brigade
- Franz Karl August Boguslaw von Karczewsky (1820–1884), preußischer Generalleutnant und Direktor des Militär-Ökonomiedepartements im Kriegsministerium
- Julius Kröhl (1820–1867), deutscher Ingenieur in Amerika, U-Boot-Pionier
- James Hobrecht (1825–1902), preußischer Stadtplaner
- Rudolf Reicke (1825–1905), deutscher Historiker
- Bertha Schrader (1845–1920), deutsche Malerin, Grafikerin und Lithografin

#### 1851–1900

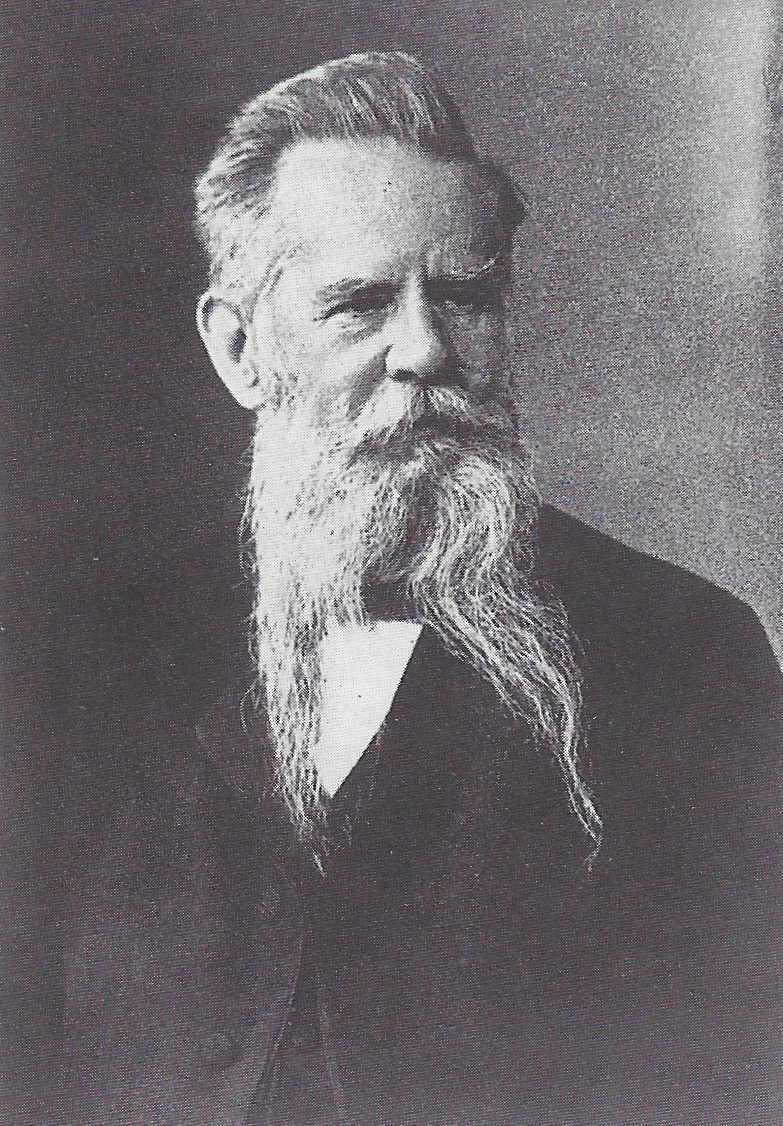
Heinrich Hoeftman
(1851–1917)

- Paul Fraiße (1851–1909), deutscher Zoologe
- Heinrich Hoeftman (1851–1917), deutscher Orthopäde
- Benno Becker (1860–1938), deutscher Maler und Akademieprofessor
- Arthur Becker (1862–1933), deutscher Politiker, Gutsbesitzer und Landwirt
- Paul Block (1862–1934), deutscher Journalist, Theaterkritiker und Schriftsteller
- William Campbell of Breadalbane (1863–1944), preußischer Generalmajor und Kommandeur der 94. Reserve-Infanterie-Brigade
- Hedwig Andersen (1866–1957), deutsche Logopädin
- Curt Jany (1867–1945), preußischer General
- Eduard Loch (1868–1945), deutscher Philologe und Studentenhistoriker in Königsberg
- Eduard Kado (1875–1946), deutscher Maler
- Leon Zeitlin (1876–1967), deutscher Nationalökonom und Politiker, preußisches Landtagsmitglied (DDP)
- George Adomeit (1879–1967), deutschstämmiger US-amerikanischer Maler, Graphiker und Druckunternehmer
- John Gleich (* 1879; † nach 1927), deutscher Kaufmann, Orient- und Marinemaler sowie Publizist
- Heinrich Ancker (1886–1960), deutscher Admiral im Zweiten Weltkrieg
- Siegfried Macholz (1890–1975), deutscher General im Zweiten Weltkrieg
- Ernst Reinke (1891–1943), deutscher Politiker (KPD)
- Karl Eulenstein (1892–1981), ostpreußischer Maler
- Erich Keßler (1899–1989), deutscher Ministerialbeamter

### 20. Jahrhundert

#### 1901–1950

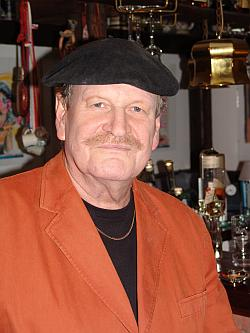
Günter Willumeit
(1941–2013)

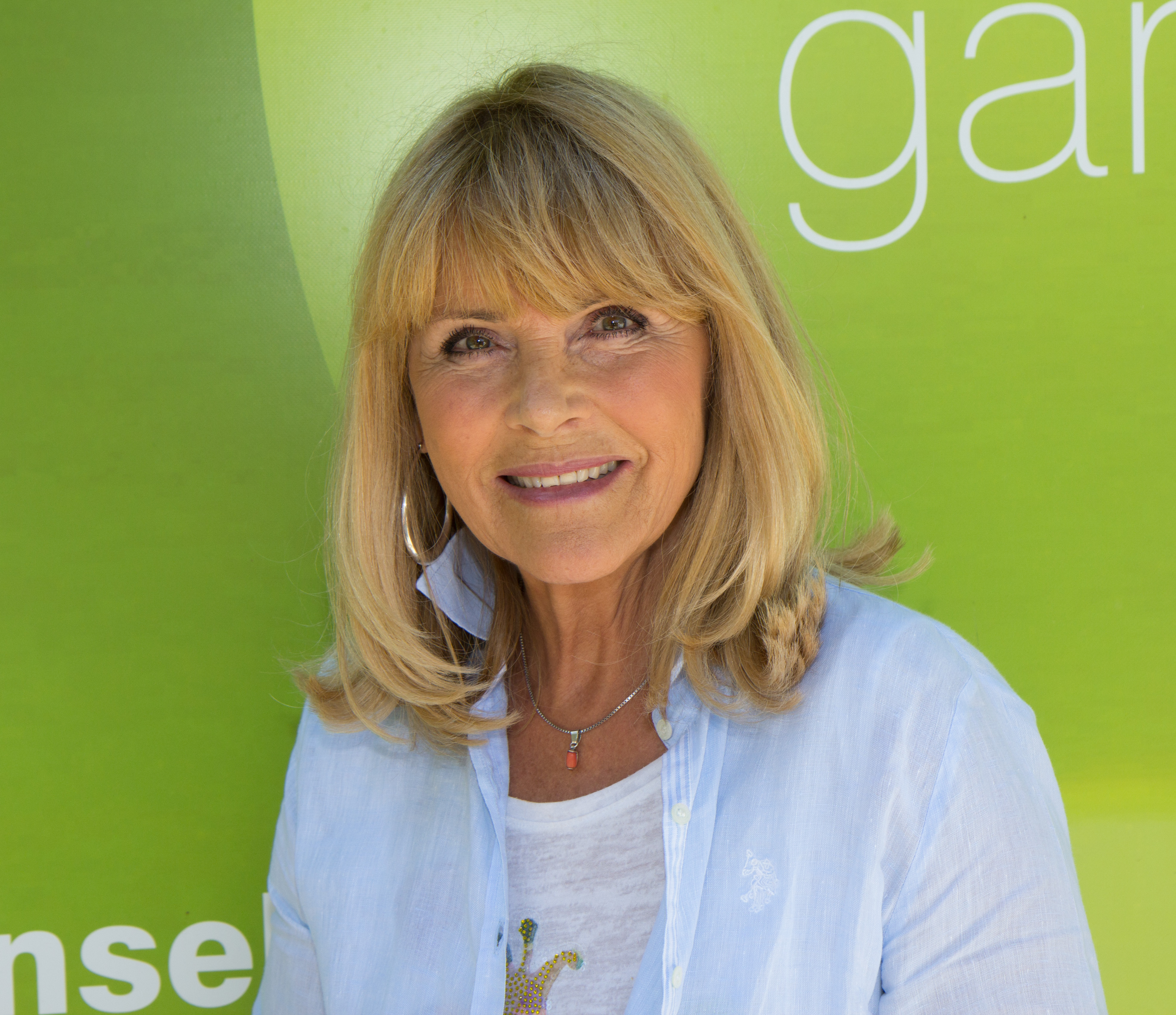
Lena Valaitis
(* 1943)

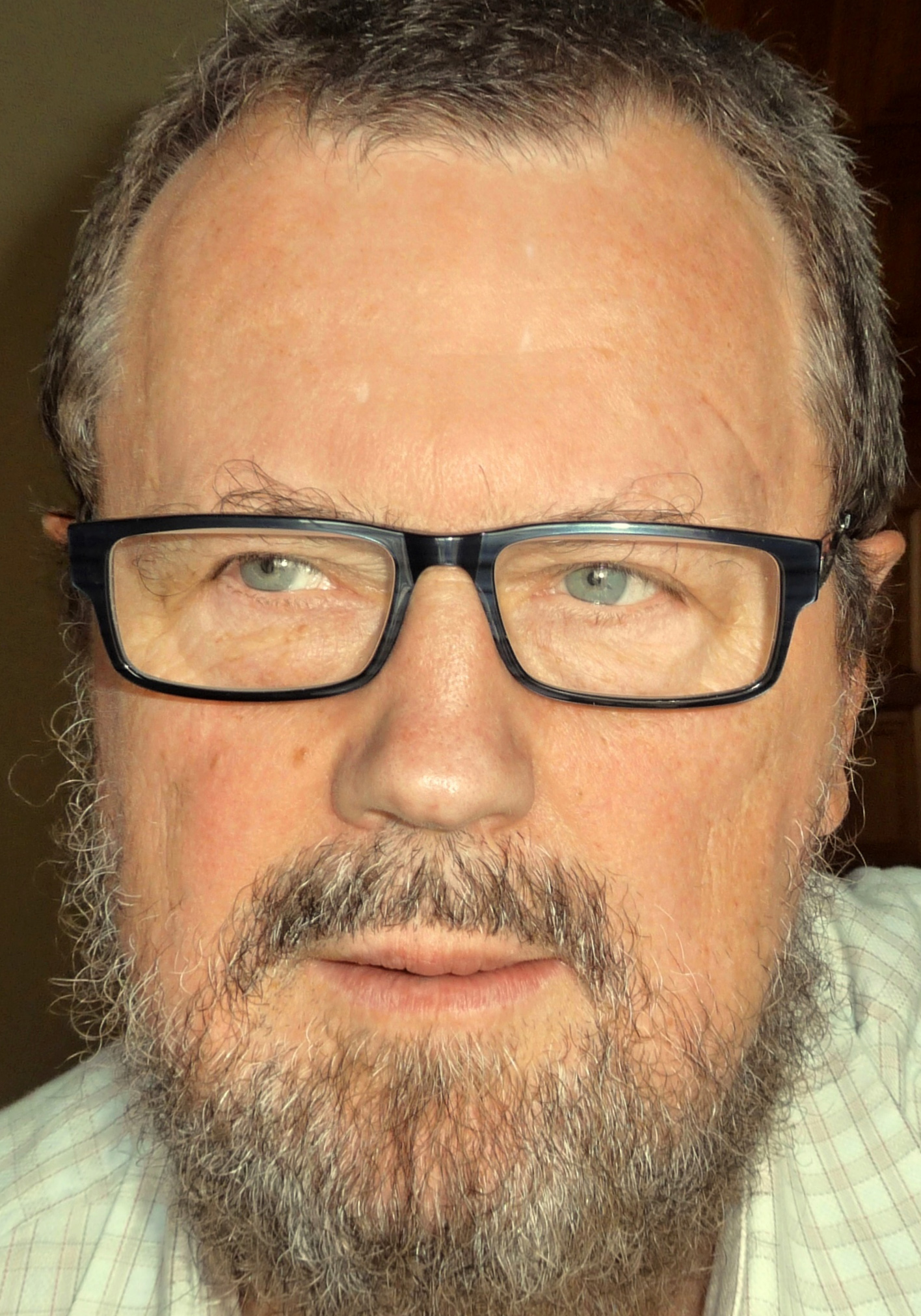
Hans Henning Atrott
(1944–2018)

- Gerhard Kessler (1903–wahrscheinlich nach 1974), deutscher Jurist und Polizei- sowie Gestapobeamter
- Horst Erich Wolter (1906–1984), deutscher Typograph, Gebrauchsgraphiker und Buchgestalter
- Reinhold Meyer (1912–1992), deutscher Behördenleiter; Präsident des Posttechnischen Zentralamts
- Werner Buxa (1916–1998), deutscher Offizier und Autor
- Marie Schumann (1921–2017), deutsche Lokal-Politikerin
- Karl Heinz Engelin (1924–1986), deutscher Bildhauer
- Mascha Rolnikaitė (1927–2016), Autorin und Holocaustüberlebende
- Herbert Schedwill (1927–2015), Ingenieur, Hochschullehrer und Fachbuchautor
- Arno Esch (1928–1951), deutscher liberaler Politiker in der Sowjetischen Besatzungszone (SBZ)
- Paul Günter Krohn (1929–1979), deutscher Literaturwissenschaftler und Lyriker
- Ringaudas Bronislovas Songaila (1929–2019), Politiker und Ministerpräsident
- Günter Gräwert (1930–1996), deutscher Schauspieler und Regisseur
- Thomas Kylau (1932–2020), deutscher Schauspieler und Hörspielsprecher
- Dieter Giesing (* 1934), deutscher Theaterregisseur
- Michael Naura (1934–2017), deutscher Jazzpianist, Redakteur und Publizist
- Klaus Adomeit (1935–2019), deutscher Rechtswissenschaftler, Juraprofessor in Berlin
- Dietmar Willoweit (1936–2023), deutscher Rechtswissenschaftler und Rechtshistoriker; Präsident der Bayerischen Akademie der Wissenschaften
- Algirdas Gricius (1937–2013), Politiker
- Edvardas Kaniava (* 1937), Sänger und Politiker
- Jürgen A. E. Meyer (1937–1989), deutscher Arbeits- und Sozialrechtler in Bremen
- Algirdas Petrusevičius (* 1937), Politiker
- Tomas Venclova (* 1937), Dichter, Schriftsteller und Übersetzer
- Jürgen Costede (1939–2021), deutscher Rechtswissenschaftler
- Liudvikas Sabutis (* 1939), Jurist und Staatsanwalt
- Erhard F. Freitag (1940–2015), deutscher Hypnosetherapeut und Esoterikautor
- Wulf-Dietrich Rose (* 1940), deutscher Schriftsteller und Pionier in der ökologischen Entwicklung
- Werner Ulrich (* 1940), deutscher Kanute[2]
- Günter Willumeit (1941–2013), deutscher Humorist, Parodist, Entertainer und Zahnarzt
- Joachim Bublath (* 1943), deutscher Physiker und Fernsehmoderator
- Lena Valaitis (* 1943), deutsche Schlagersängerin
- Hans Henning Atrott (1944–2018), deutscher Sterbehelfer
- Stefan Schütz (1944–2022), deutscher Schriftsteller
- Giedrius Donatas Ašmys (* 1946), Politiker, Bürgermeister von Kaunas von 2002 bis 2003
- Eugenijus Jovaiša (* 1950), Archäologe und Politiker

#### 1951–1970

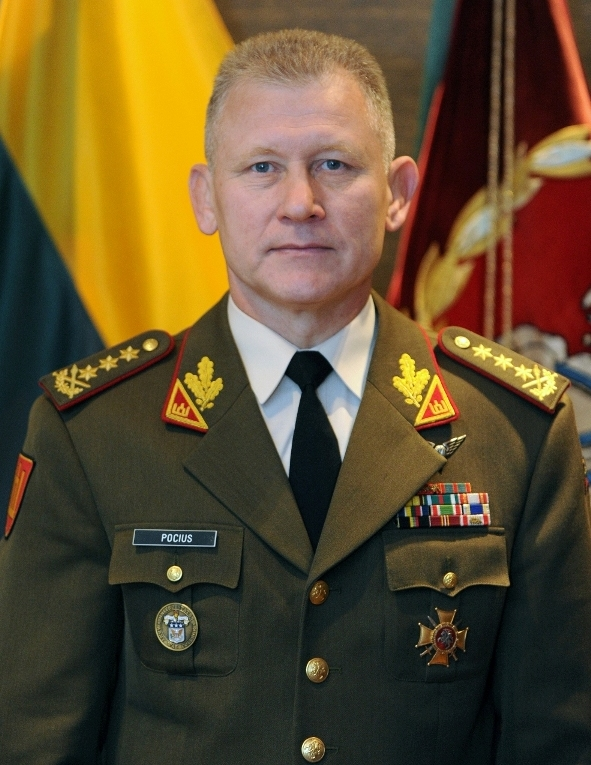
Arvydas Pocius
(* 1957)

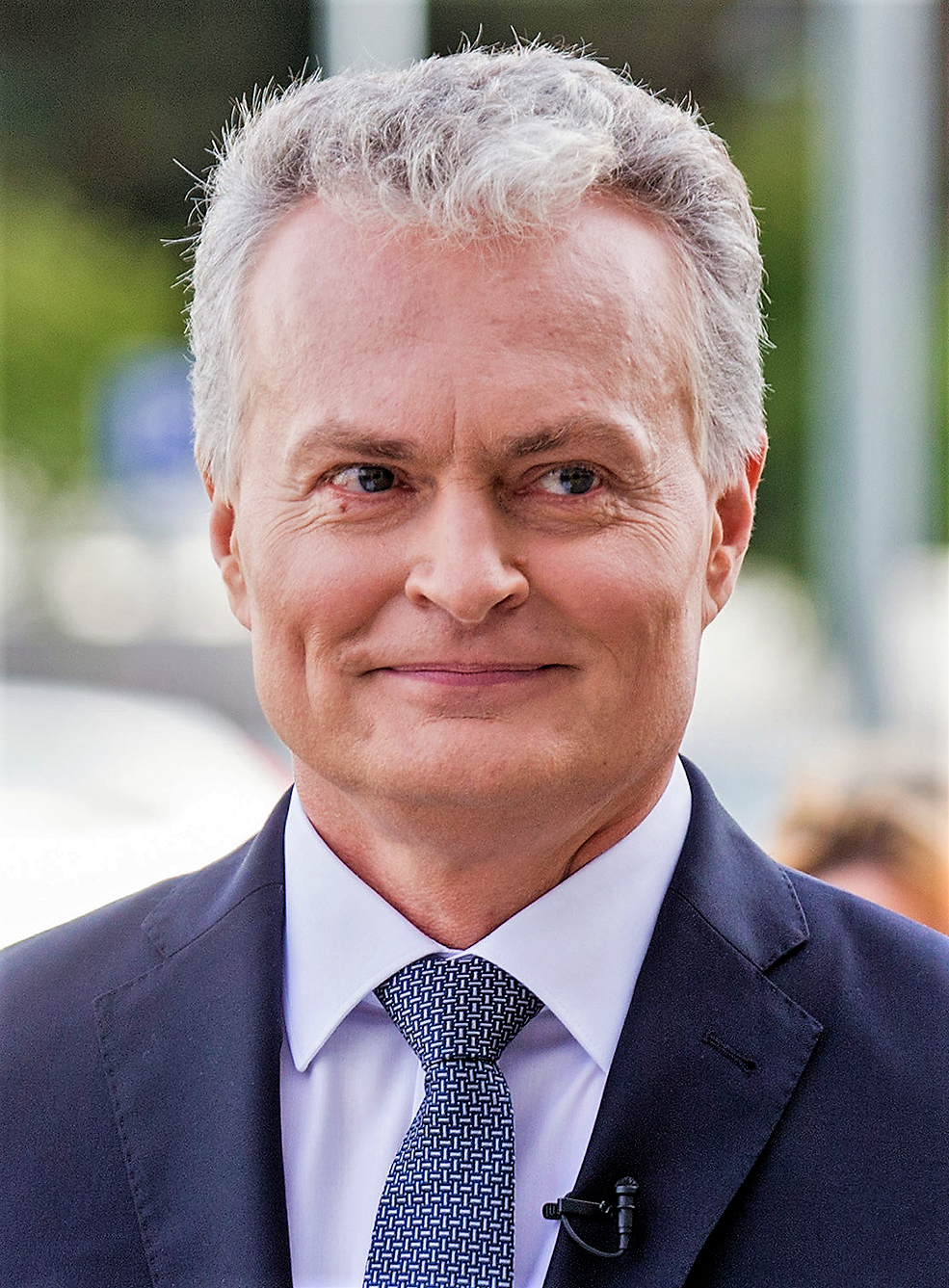
Gitanas Nausėda
(* 1964)

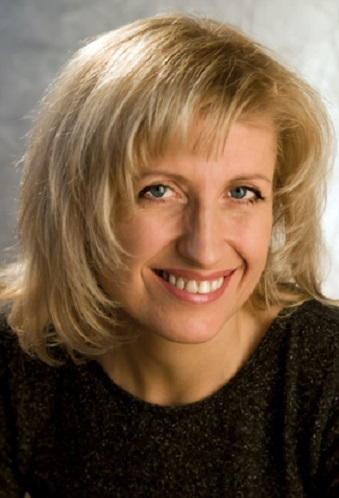
Liana Ruokytė Jonsson
(* 1966)

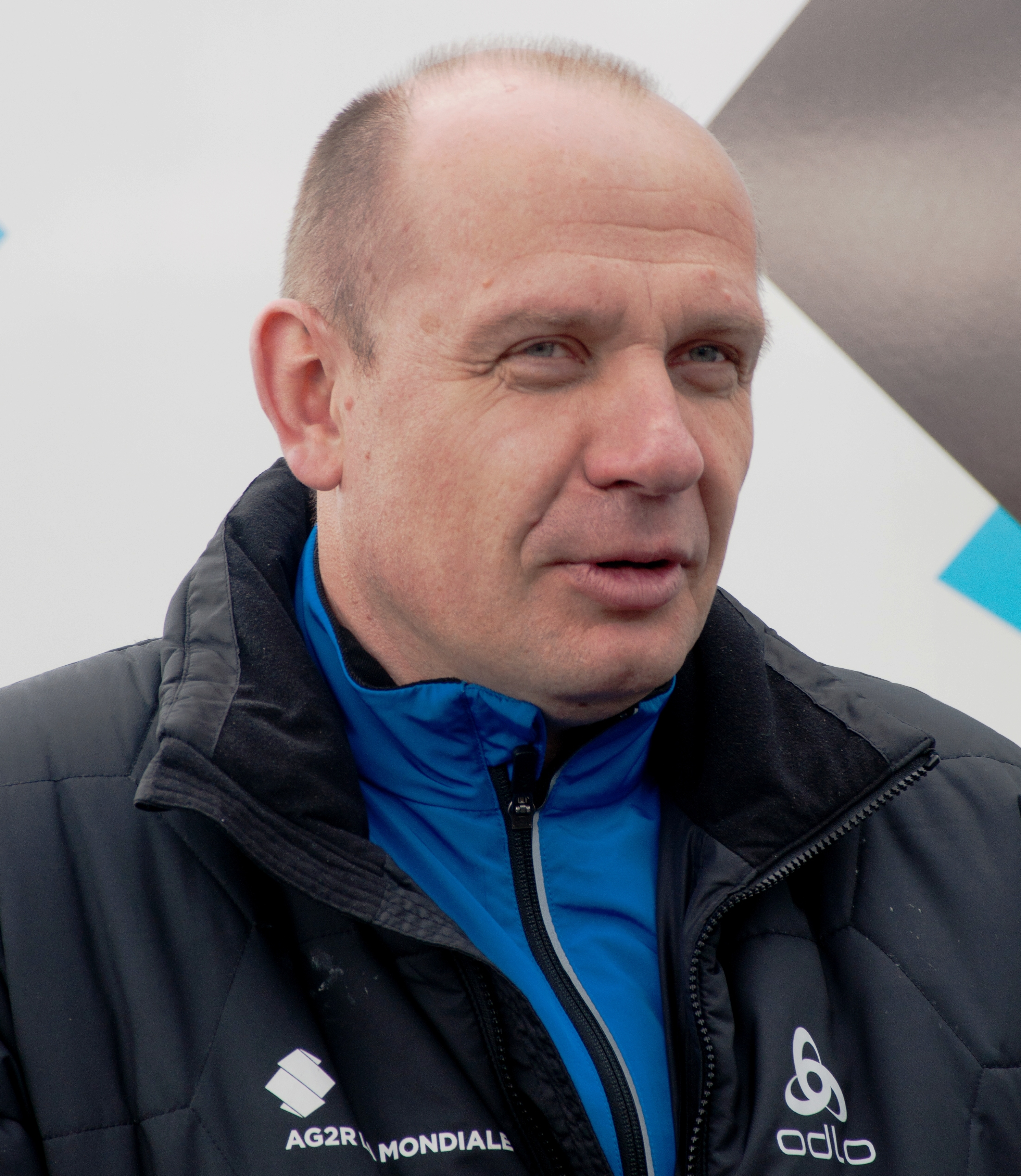
Artūras Kasputis
(* 1967)

- Eugenijus Laurinaitis (* 1951), Psychiater und Psychotherapeut
- Mečys Laurinkus (* 1951), Politiker und Diplomat
- Saulius Arlauskas (* 1952), Jurist und Rechtsphilosoph
- Dainius Kepenis (* 1952), Politiker
- Arūnas Eigirdas (* 1953), Politiker
- Gintautas Babravičius (* 1955), Politiker
- Erikas Mačiūnas (* 1955), Arzt und Politiker
- Vytautas Grubliauskas (* 1956), Musiker, seit 2011 Bürgermeister von Klaipėda
- Audrius Klimas (* 1956), Graphikdesigner, Hochschullehrer und Rektor
- Judita Simonavičiūtė (* 1956), Politikerin
- Vidmantas Plečkaitis (* 1957), Maler und Politiker
- Arvydas Pocius (* 1957), Generalleutnant und Diplomat
- Sergejus Jermakovas (* 1958), Billardspieler
- Irina Rozowa (1958–2023), Politikerin
- Kęstutis Dirgėla (* 1960), Politiker
- Leonidas Donskis (1962–2016), Philosoph und Kritiker
- Ričardas Žurinskas (* 1962), Politiker
- Arvydas Vaitkus (* 1963), Manager, Politiker, Bürgermeister der Stadtgemeinde Klaipėda
- Remigijus Lupeikis (* 1964), Radrennfahrer
- Gitanas Nausėda (* 1964), Ökonom und Politiker, Präsident Litauens seit 2019
- Diana Nausėdienė (* 1964), Unternehmerin und seit 2019 First Lady von Litauen
- Daiva Petkevičienė (* 1964), Politikerin
- Vainius Butinas (* 1965), General im Innendienst
- Darius Kaminskas (* 1966), Arzt und Politiker
- Arūnas Pečiulis (* 1966), Dirigent, künstlerischer Leiter der Salzburger Liedertafel
- Liana Ruokytė Jonsson (* 1966), Kulturdiplomatin
- Ingrida Valinskienė (* 1966), Sängerin und Politikerin
- Asta Baukutė (* 1967), Schauspielerin und Politikerin
- Arnoldas Burkovskis (* 1967), Bankmanager und Politiker
- Justas Dvarionas (* 1967), Pianist und Musikpädagoge
- Artūras Kasputis (* 1967), Radrennfahrer
- Egidijus Skarbalius (* 1967), Politiker
- Gintaras Steponavičius (* 1967), Jurist, Politiker; Bildungs- und Wissenschaftsminister
- Evaldas Jurkevičius (* 1969), Politiker
- Rytis Šatkauskas (* 1969), Politiker
- Nerijus Eidukevičius (* 1970), Manager und Politiker, stellvertretender Wirtschaftsminister

#### 1971–1980

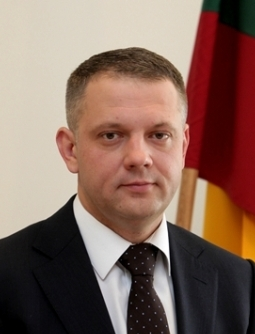
Eligijus Masiulis
(* 1974)

- Artūras Karnišovas (* 1971), Basketballspieler
- Rytis Vaišvila (* 1971), Basketballspieler und -trainer
- Marius Stračkaitis (* 1972), Notar, Präsident der Notarkammer von Litauen
- Liudas Šukys (* 1972), Politiker, Vize-Kultusminister
- Andrius Bielskis (* 1973), Philosoph
- Natalija Istomina (* 1973), Politikerin
- Marius Linartas (* 1973), Basketballtrainer
- Saulius Štombergas (* 1973), Basketballspieler
- Rimantas Žylius (* 1973), Politiker
- Eligijus Masiulis (* 1974), Politiker
- Dainius Budrys (* 1976), Politiker
- Ramūnas Vyšniauskas (* 1976), Gewichtheber
- Andrius Burba (* 1978), Jurist und Politiker
- Tomas Danilevičius (* 1978), Fußballspieler
- Vladimir Smirnov (* 1978), Radrennfahrer
- Vidas Alunderis (* 1979), Fußballspieler
- Robertas Poškus (* 1979), Fußballspieler
- Vaida Raugelė (* 1979), Politikerin, Vizebürgermeisterin der Stadtgemeinde Klaipėda
- Marius Kasmauskas (* 1980), Handballspieler
- Iveta Lukošiūtė (* 1980), US-amerikanische Tänzerin
- Arvydas Macijauskas (* 1980), Basketballspieler
- Donatas Zavackas (* 1980), Basketballspieler

#### 1981–2000
- Egidijus Purlys (* 1981), Politiker
- Pavel Suškov (* 1981), Schwimmer[3]
- Agnė Bilotaitė (* 1982), Politikerin

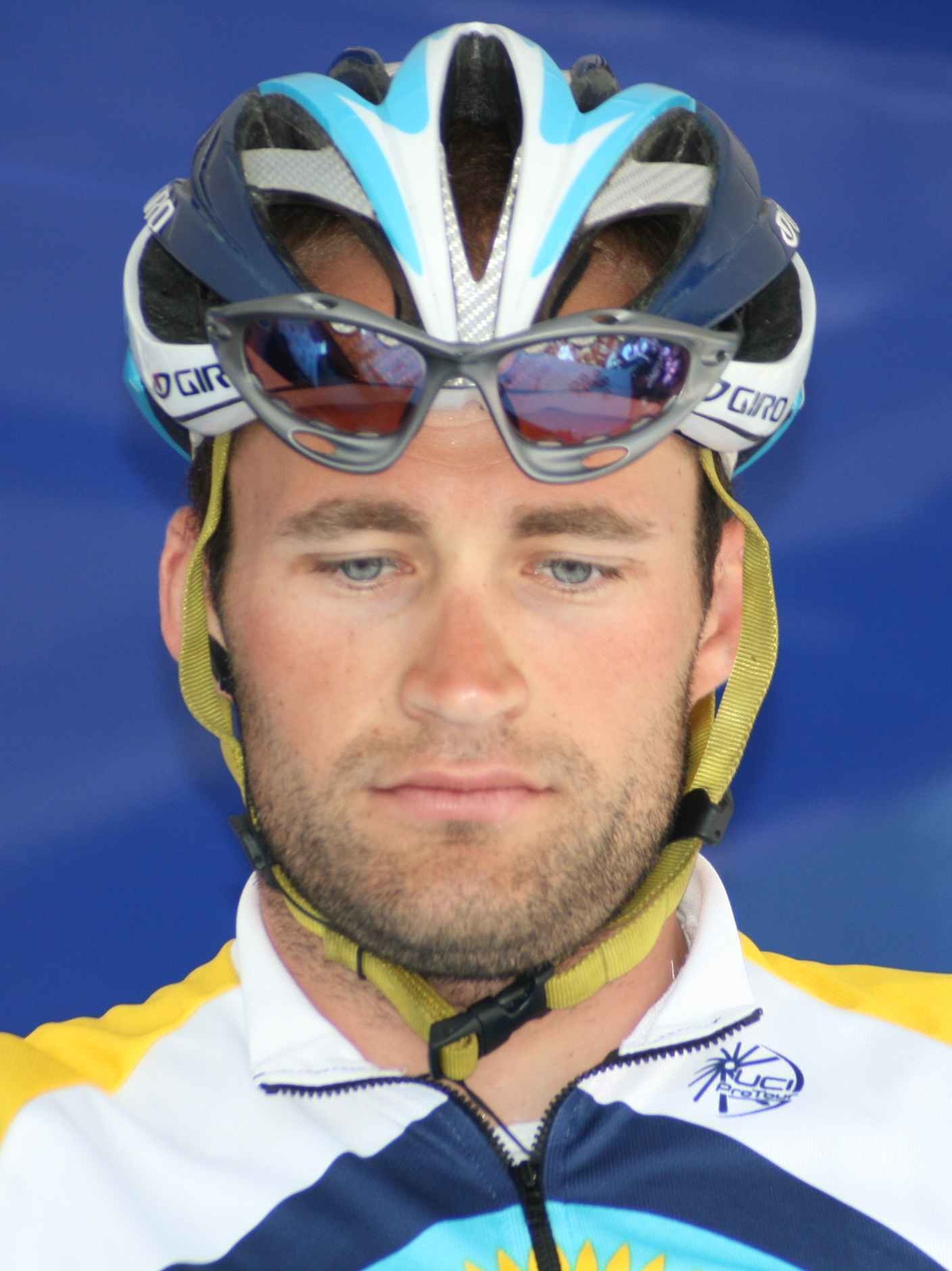
Tomas Vaitkus
(* 1982)

- Tomas Delininkaitis (* 1982), Basketballspieler
- Žygimantas Jonušas (* 1982), Basketballspieler
- Tomas Vaitkus (* 1982), Radrennfahrer
- Artūras Bogdanovas (* 1983), Politiker, Vizeminister der Landwirtschaft
- Gediminas Onaitis (* 1983), Politiker, Vizeminister
- Katya Virshilas (* 1983), litauisch-israelisch-kanadische Tänzerin und Schauspielerin
- Vasilijus Safronovas (* 1984), Historiker, Kulturwissenschaftler
- Simas Kondrotas (* 1985), Radrennfahrer
- Martynas Mažeika (* 1985), Basketballspieler
- Lina Grinčikaitė-Samuolė (* 1987), Sprinterin
- Julius Pagojus (* 1987), Jurist, Politiker und stellvertretender Justizminister
- Nerijus Valskis (* 1987), Fußballspieler
- Monika Liubinaitė (* 1988), Sängerin und Songwriterin
- Eglė Staišiūnaitė (* 1988), Hürdenläuferin
- Marius Papšys (* 1989), Fußballspieler
- Laurynas Grigelis (* 1991), Tennisspieler
- Benas Petreikis (* 1992), Handballspieler
- Edvinas Girdvainis (* 1993), Fußballspieler
- Ruta Mur (* um 1993), Sängerin
- Ieva Dumbauskaitė (* 1994), Beachvolleyballspielerin
- Artur Pavliukov (* 1997), Eishockeytorwart

### 21. Jahrhundert
- Eimantas Noreika (* 2002), Eishockeyspieler
- Edas Butvilas (* 2004), Tennisspieler

## Personen, die in der Stadt gewirkt haben
- Johann von Tiefen (1440–1497), Hochmeister des Deutschen Ordens
- Friedrich Wilhelm August Argelander (1799–1875), Astronom
- Ludwig Hagen (1829–1892), preußischer Hafen- und Wasserbaumeister
- Isaak Rülf (1831–1902), Rabbiner und Politiker
- Otto Obereigner (1884–1971), deutscher evangelisch-lutherischer Geistlicher; Superintendent für den Kirchenkreis Memel und 1. Pfarrer an St. Johannis
- Wilhelm Brindlinger (1890–1967), Oberbürgermeister (1931–1944)

## Ehrenbürger von Klaipėda
Die Stadt Memel hatte keine Ehrenbürgerschaften vergeben.
- 2002: Peter Oertling (* 1937), ehemaliger Stadtpräsident der Hansestadt Lübeck[5]

## In Memel verstorbene Persönlichkeiten

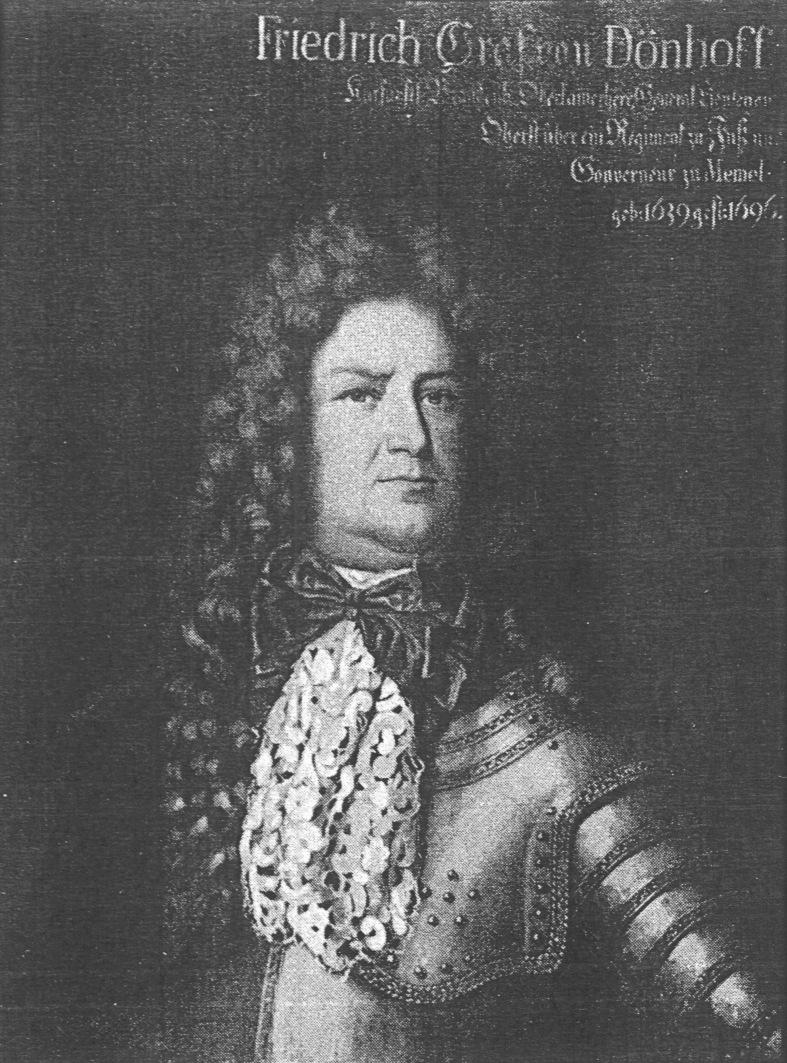
Friedrich von Dönhoff
(1639–1696)

- Christian Ludwig von Kalckstein (1630–1672), kurbrandenburger Obrist
- Friedrich von Dönhoff (1639–1696), kurbrandenburgisch-preußischer Generalleutnant
- Jacques de Brion (1667–1728), preußischer Generalmajor
- Ludwig von l’Hospital (1669–1755), Kommandant von Memel und Chef des Garnisonsbataillons Nr. 1
- Christoph Perwanger, Tiroler Bildhauer in Ostpreußen
- August Karl Holsche (1749–1830), preußischer Verwaltungsbeamter und topographischer Schriftsteller
- Christian Wilhelm von Chlebowsky (1755–1807), preußischer Generalmajor
- Heinrich von Sanden (1801–1875), preußischer Landrat
- Johann August Muttray (1808–1872), preußischer Arzt, Mitglied der Frankfurter Nationalversammlung
- Wilhelm Habrucker (1815–1891), deutscher Lehrer und evangelischer Theologe
- Johann Andreas Gülzau (1817–1891), deutscher Baptistenpastor
- Friedrich Wilhelm Stantien (1817–1891), deutscher Unternehmer in der Bernsteinförderung
- Otto Dannenberg (1879–1941), deutscher Politiker (Wirtschaftspartei, DStP), MdL

## In Klaipėda verstorbene Persönlichkeiten

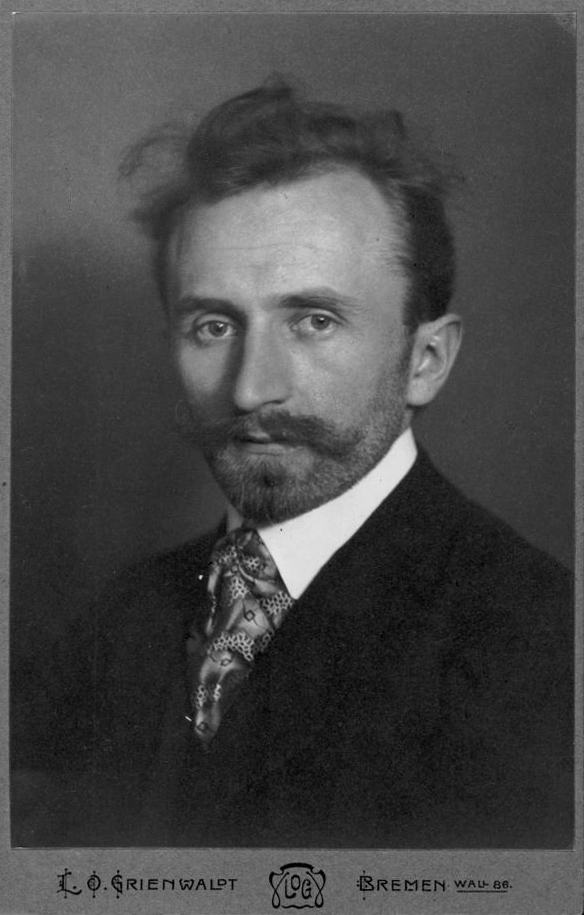
Paul Scheinpflug
(1875–1937)

- Arthur Altenberg (1862–1926), deutscher Politiker
- Paul Scheinpflug (1875–1937), deutscher Komponist und Dirigent
- Alfonsas Žalys (1929–2006), Politiker
- Romualdas Ignas Bloškys (1936–2013), Politiker
- Vidmantė Jasukaitytė (1948–2018), Schriftstellerin und Politikerin, Mitglied des Seimas